# ACF Fiorentina 2022-2023 (femminile)
Questa voce raccoglie le informazioni riguardanti la squadra femminile dell'ACF Fiorentina nelle competizioni ufficiali della stagione 2022-2023.

## Stagione
Quella del 2022-2023 è l'ottava stagione in Serie A femminile della Fiorentina, prima stagione a carattere professionistico nella storia della Serie A. Alla guida tecnica è stata confermata Patrizia Panico.
In campionato la squadra ha concluso la stagione regolare al quinto posto, accedendo così alla poule scudetto, dove ha chiuso il torneo al quarto posto con 42 punti conquistati, frutto di 13 vittorie, 3 pareggi e 10 sconfitte. In Coppa Italia la squadra è arrivata ai quarti di finale. Dopo aver concluso il girone E del turno preliminare in testa davanti a Verona e Genoa, è stata eliminata ai quarti di finale dal Milan.

## Divise e sponsor
| Casa | Trasferta |

## Organigramma societario
Area tecnica
- Allenatore: Patrizia Panico
- Allenatore in seconda: Gian Loris Rossi
- Preparatore dei portieri: Carmelo Roselli
- Preparatore atletico: Alessandro Buccolini, Giovanni De Gennaro
- Match analyst: Simone Saravo

Area sanitaria
- Medico Sociale: Alice Bartolini, Rossella Quarta
- Preparatore Atletico-Recupero infortuni: Giacomo Palchetti
- Fisioterapista: Andrea Magro, Elisa Peccini, Costanza Delli

Area organizzativa
- Magazziniera: Sonia Meucci, Manuela Di Cecco
- Team Manager: Nicola Cecconi

## Rosa
Rosa e numeri come da sito ufficiale.
| N. |                        | Ruolo | Calciatrice            |
| -- | ---------------------- | ----- | ---------------------- |
| 1  | Italia (bandiera)      | P     | Katja Schroffenegger   |
| 2  | Stati Uniti (bandiera) | A     | Jenna Menta            |
| 3  | Italia (bandiera)      | D     | Martina Zanoli         |
| 4  | Stati Uniti (bandiera) | D     | Jazmin Nichole Jackmon |
| 5  | Italia (bandiera)      | D     | Alice Tortelli         |
| 6  | Germania (bandiera)    | D     | Stephanie Breitner     |
| 8  | Italia (bandiera)      | C     | Alice Parisi           |
| 9  | Italia (bandiera)      | A     | Daniela Sabatino       |
| 10 | Italia (bandiera)      | A     | Michela Catena         |
| 11 | Ungheria (bandiera)    | A     | Zsanett Kaján          |
| 14 | Italia (bandiera)      | A     | Martina Sechi          |
| 15 | Svezia (bandiera)      | A     | Pauline Hammarlund     |
| 16 | Slovenia (bandiera)    | D     | Kaja Eržen             |
| 17 | Italia (bandiera)      | A     | Margherita Monnecchi   |
| 18 | Italia (bandiera)      | C     | Azzurra Corazzi        |

| N. |                    | Ruolo | Calciatrice             |
| -- | ------------------ | ----- | ----------------------- |
| 19 | Italia (bandiera)  | A     | Miriam Longo            |
| 20 | Serbia (bandiera)  | C     | Milica Mijatović        |
| 21 | Italia (bandiera)  | C     | Emma Severini           |
| 23 | Francia (bandiera) | C     | Sarah Huchet            |
| 24 | Italia (bandiera)  | P     | Rachele Baldi           |
| 27 | Italia (bandiera)  | D     | Linda Tucceri Cimini    |
| 30 | Italia (bandiera)  | A     | Giulia Giacobbo         |
| 33 | Italia (bandiera)  | D     | Francesca Vitale        |
| 34 | Francia (bandiera) | D     | Laura Agard             |
| 55 | Italia (bandiera)  | P     | Federica Russo          |
| 77 | Italia (bandiera)  | D     | Federica Cafferata      |
| 87 | Spagna (bandiera)  | C     | Verónica Boquete        |
| 88 | Islanda (bandiera) | C     | Alexandra Jóhannsdóttir |
| 91 | Francia (bandiera) | C     | Annahita Zamanian       |

## Calciomercato

### Sessione estiva
| Acquisti | Acquisti                | Acquisti              | Acquisti      |
| R.       | Nome                    | da                    | Modalità      |
| -------- | ----------------------- | --------------------- | ------------- |
| P        | Rachele Baldi           | Roma                  | definitivo    |
| D        | Laura Agard             | Milan                 | definitivo    |
| D        | Kaja Eržen              | Napoli                | definitivo    |
| D        | Jazmin Nichole Jackmon  |                       | definitivo    |
| C        | Azzurra Corazzi         | Cittadella            | fine prestito |
| C        | Alexandra Jóhannsdóttir | Eintracht Francoforte | definitivo    |
| C        | Milica Mijatović        | Roma                  | definitivo    |
| C        | Alice Parisi            | Sassuolo              | definitivo    |
| C        | Emma Severini           | Roma                  | prestito      |
| A        | Zsanett Kaján           | OL Reign              | definitivo    |
| A        | Miriam Longo            | Milan                 | prestito      |
| A        | Jenna Menta             | OL Reign              | definitivo    |
| A        | Isotta Nocchi           | Empoli                | fine prestito |

| Cessioni | Cessioni           | Cessioni         | Cessioni      |
| R.       | Nome               | a                | Modalità      |
| -------- | ------------------ | ---------------- | ------------- |
| P        | Sabrina Tasselli   | Napoli           | definitivo    |
| D        | Giorgia Fortunati  | Arezzo           | prestito      |
| D        | Dar"ja Kravec'     | Como             | definitivo    |
| D        | Isabel Pirriatore  | Arezzo           | in prestito   |
| D        | Valery Vigilucci   | Milan            | definitivo    |
| C        | Ronja Aronsson     | Piteå IF         | definitivo    |
| C        | Sara Baldi         | Sampdoria        | prestito      |
| C        | Serena Ceci        |                  | svincolata    |
| C        | Marta Mascarello   | Milan            | prestito      |
| C        | Cláudia Neto       | Sporting Lisbona | definitivo    |
| C        | Danila Zazzera     | Arezzo           | definitivo    |
| A        | Valentina Giacinti | Milan            | fine prestito |
| A        | Karin Lundin       | Rosengård        | definitivo    |
| A        | Isotta Nocchi      | Sassuolo         | definitivo    |

### Sessione invernale
| Acquisti | Acquisti             | Acquisti | Acquisti   |
| R.       | Nome                 | da       | Modalità   |
| -------- | -------------------- | -------- | ---------- |
| D        | Linda Tucceri Cimini | Milan    | definitivo |
| C        | Annahita Zamanian    | Juventus | prestito   |
| A        | Pauline Hammarlund   | Häcken   | definitivo |

| Cessioni | Cessioni         | Cessioni | Cessioni   |
| R.       | Nome             | a        | Modalità   |
| -------- | ---------------- | -------- | ---------- |
| D        | Martina Zanoli   | Como     | prestito   |
| C        | Azzurra Corazzi  | Ternana  | prestito   |
| A        | Giulia Giacobbo  | Napoli   | prestito   |
| A        | Daniela Sabatino | Sassuolo | definitivo |
| A        | Martina Sechi    | Cesena   | prestito   |

## Risultati

### Serie A

#### Prima fase

##### Girone di andata
| Arbitro: | Panettella (Bari) |

|             |           |                               |
| Asllani 61’ | Marcatori | 4’ Mijatović 16’, 45+2’ Kaján |

| Arbitro: | D'Eusanio (Faenza) |

|                        |           |               |
| Jackmon 8’ Boquete 15’ | Marcatori | 35’ Kubassova |

| Arbitro: | Giaccaglia (Jesi) |

|                            |           |                |
| Kaján 3’ (rig.) Catena 57’ | Marcatori | 54’ Martinovic |

| Arbitro: | Pascarella (Nocera Inferiore) |

|                       |           |            |
| Haug 53’ Giacinti 75’ | Marcatori | 28’ Catena |

| Arbitro: | Petrella (Viterbo) |

|                                  |           |  |
| Parisi 19’ Sabatino 45+1’ (rig.) | Marcatori |  |

| Arbitro: | Angelucci (Foligno) |

|  |           |               |
|  | Marcatori | 44’ Mijatović |

| Arbitro: | Di Marco (Ciampino) |

|                           |           |          |
| Boquete 71’ Mijatović 72’ | Marcatori | 14’ Gago |

| Arbitro: | Caldera (Como) |

|                              |           |  |
| Beerensteyn 14’ Bonansea 66’ | Marcatori |  |

| Sesto Fiorentino 20 novembre 2022, ore 14:30 CET 9ª giornata | Fiorentina       | 0 – 0 referto | Inter | Stadio comunale Pietro Torrini\| Arbitro: \| Collu (Cagliari) \| |
| Arbitro:                                                     | Collu (Cagliari) |               |       |                                                                  |

##### Girone di ritorno
| Arbitro: | Marotta (Sapri) |

|              |           |                                                                      |
| Severini 46’ | Marcatori | 11’, 45’ Piemonte 19’, 40’ Thomas 75’ (aut.) Breitner 90’ M. Dubcová |

| Arbitro: | Gauzolino (Torino) |

|                           |           |                        |
| Karlernäs 72’ Beccari 86’ | Marcatori | 1’ Kaján 4’, 58’ Longo |

| Arbitro: | Saia (Palermo) |

|  |           |                                                     |
|  | Marcatori | 38’, 75’ Jóhannsdóttir 57’ (rig.) Kaján 70’ Boquete |

| Arbitro: | Cherchi (Carbonia) |

|            |           |                                                                              |
| Parisi 48’ | Marcatori | 4’, 74’ Alves 17’ Greggi 55’ Haavi 85’ Kramžar 90+1’ Cinotti 90+3’ Giugliano |

| Arbitro: | Giaccaglia (Jesi) |

|  |           |           |
|  | Marcatori | 39’ Agard |

| Arbitro: | Madonia (Palermo) |

|                       |           |  |
| Kaján 20’ (rig.), 69’ | Marcatori |  |

| Arbitro: | Ceriello (Chieri) |

|                |           |                                            |
| Pettenuzzo 57’ | Marcatori | 29’, 32’ Longo 81’ Hammarlund 88’ Zamanian |

| Arbitro: | Ancora (Roma 1) |

|  |           |                                        |
|  | Marcatori | 20’ Salvai 58’ Beerensteyn 83’ Girelli |

| Arbitro: | Iannello (Messina) |

|                                   |           |             |
| Chawinga 24’, 28’ Alborghetti 86’ | Marcatori | 14’ Boquete |

#### Poule scudetto

##### Girone di andata
| Arbitro: | Cavaliere (Paola) |

|                   |           |                                                           |
| Jóhannsdóttir 51’ | Marcatori | 11’, 28’ Giacinti 21’ Giugliano 47’ Wenninger 77’ Glionna |

| Arbitro: | Scarpa (Collegno) |

|                                              |           |                                                 |
| Vigilucci 4’ Asllani 21’ Piemonte 74’ (rig.) | Marcatori | 69’ (rig.), 90+5’ (rig.) Boquete 88’ Hammarlund |

| Arbitro: | Delrio (Reggio Emilia) |

|               |           |  |
| Mijatović 64’ | Marcatori |  |

| Arbitro: | Centi (Terni) |

|                                                       |           |                                      |
| Girelli 45+3’ Beerensteyn 58’ Bonansea 63’ Grosso 82’ | Marcatori | 18’ Catena 34’ Zamanian 41’ Breitner |

| 22-23 aprile 2023 5ª giornata |  | – Turno di riposo |  |  |

##### Girone di ritorno
| Arbitro: | Calzavara (Varese) |

|                        |           |               |
| Greggi 11’ Bartoli 63’ | Marcatori | 53’ Mijatović |

| Arbitro: | Costanza (Agrigento) |

|                    |           |            |
| Boquete 41’ (rig.) | Marcatori | 51’ Dompig |

| Arbitro: | Pirrotta (Barcellona Pozzo di Gotto) |

|                                    |           |  |
| Polli 39’ Chawinga 67’, 72’, 90+5’ | Marcatori |  |

| Arbitro: | Burlando (Genova) |

|                                                      |           |                                |
| Jóhannsdóttir 36’, 57’ Catena 47’ Boquete 84’ (rig.) | Marcatori | 42’ Bonansea 45+3’ Beerensteyn |

| 27-28 maggio 2023 10ª giornata |  | – Turno di riposo |  |  |

### Coppa Italia

#### Gironi eliminatori
| Arbitro: | Olmi Zippilli (Mantova) |

|           |           |                                                              |
| Abate 78’ | Marcatori | 2’, 30’ Boquete 25’, 28’ Longo 48’, 57’ Huchet 83’ Monnecchi |

| Arbitro: | Rodigari (Bergamo) |

|  |           |                                                        |
|  | Marcatori | 12’ Kaján 19’ Severini 46’ Jóhannsdóttir 58’ Mijatović |

#### Fase a eliminazione diretta
| Arbitro: | Bazzo (Bolzano) |

|  |           |              |
|  | Marcatori | 73’ Piemonte |

| Arbitro: | Di Marco (Ciampino) |

|                    |           |                |
| Asllani 31’ (rig.) | Marcatori | 45’ Hamamrlund |

## Statistiche

### Statistiche di squadra
| Competizione | Punti | In casa | In casa | In casa | In casa | In casa | In casa | In trasferta | In trasferta | In trasferta | In trasferta | In trasferta | In trasferta | Totale | Totale | Totale | Totale | Totale | Totale | DR |
| Competizione | Punti | G       | V       | N       | P       | Gf      | Gs      | G            | V            | N            | P            | Gf           | Gs           | G      | V      | N      | P      | Gf     | Gs     | DR |
| ------------ | ----- | ------- | ------- | ------- | ------- | ------- | ------- | ------------ | ------------ | ------------ | ------------ | ------------ | ------------ | ------ | ------ | ------ | ------ | ------ | ------ | -- |
| Serie A      | 42    | 13      | 7       | 2       | 4       | 19      | 27      | 13           | 6            | 1            | 6            | 25           | 24           | 26     | 13     | 3      | 10     | 44     | 51     | -7 |
| Coppa Italia | -     | 1       | 0       | 0       | 1       | 0       | 1       | 3            | 2            | 1            | 0            | 12           | 2            | 4      | 2      | 1      | 1      | 12     | 3      | +9 |
| Totale       | -     | 14      | 7       | 2       | 5       | 19      | 28      | 15           | 7            | 2            | 6            | 33           | 25           | 30     | 15     | 4      | 11     | 56     | 54     | +2 |

### Andamento in campionato
| Giornata  | 1 | 2 | 3 | 4 | 5 | 6 | 7 | 8 | 9 | 10 | 11 | 12 | 13 | 14 | 15 | 16 | 17 | 18 | 19 | 20 | 21 | 22 | 23 | 24 | 25 | 26 | 27 | 28 |
| --------- | - | - | - | - | - | - | - | - | - | -- | -- | -- | -- | -- | -- | -- | -- | -- | -- | -- | -- | -- | -- | -- | -- | -- | -- | -- |
| Luogo     | T | C | C | T | C | T | C | T | C | C  | T  | T  | C  | T  | C  | T  | C  | T  | C  | T  | C  | T  | R  | T  | C  | T  | C  | R  |
| Risultato | V | V | V | P | V | V | V | P | N | P  | V  | V  | P  | V  | V  | V  | P  | P  | P  | N  | V  | P  | -  | P  | N  | P  | V  | -  |
| Posizione | 1 | 1 | 1 | 2 | 2 | 2 | 1 | 2 | 3 | 3  | 3  | 3  | 3  | 3  | 3  | 2  | 3  | 5  | 5  | 3  | 3  | 3  | 3  | 4  | 4  | 4  | 3  | 4  |

Legenda:

Luogo: C = Casa; T = Trasferta. Risultato: V = Vittoria; N = Pareggio; P = Sconfitta.

### Statistiche delle giocatrici
| Giocatore         | Serie A  | Serie A | Serie A     | Serie A    | Coppa Italia | Coppa Italia | Coppa Italia | Coppa Italia | Totale   | Totale | Totale      | Totale     |
| Giocatore         | Presenze | Reti    | Ammonizioni | Espulsioni | Presenze     | Reti         | Ammonizioni  | Espulsioni   | Presenze | Reti   | Ammonizioni | Espulsioni |
| ----------------- | -------- | ------- | ----------- | ---------- | ------------ | ------------ | ------------ | ------------ | -------- | ------ | ----------- | ---------- |
| L. Agard          | 22       | 1       | 3           | 0          | 3            | 0            | 0            | 0            | 25       | 1      | 3           | 0          |
| R. Baldi          | 11       | -24     | 0           | 0          | 2            | -1           | 0            | 0            | 13       | -25    | 0           | 0          |
| V. Boquete        | 25       | 8       | 0           | 0          | 3            | 2            | 0            | 0            | 28       | 10     | 0           | 0          |
| D. Breitner       | 21       | 1       | 1           | 0          | 3            | 0            | 0            | 0            | 24       | 1      | 1           | 0          |
| F. Cafferata      | 22       | 0       | 4           | 0          | 3            | 0            | 0            | 0            | 25       | 0      | 4           | 0          |
| M. Catena         | 21       | 4       | 3           | 0          | 1            | 0            | 0            | 0            | 22       | 4      | 3           | 0          |
| A. Corazzi        | 0        | 0       | 0           | 0          | 1            | 0            | 0            | 0            | 1        | 0      | 0           | 0          |
| K. Eržen          | 21       | 0       | 6           | 1          | 1            | 0            | 0            | 0            | 22       | 0      | 6           | 1          |
| G. Giacobbo       | 2        | 0       | 0           | 0          | 1            | 0            | 0            | 0            | 3        | 0      | 0           | 0          |
| P. Hammarlund     | 13       | 2       | 1           | 0          | 3            | 1            | 0            | 0            | 16       | 3      | 1           | 0          |
| S. Huchet         | 8        | 0       | 2           | 0          | 1            | 2            | 0            | 0            | 9        | 2      | 2           | 0          |
| J.N. Jackmon      | 21       | 1       | 1           | 0          | 1            | 0            | 0            | 0            | 22       | 1      | 1           | 0          |
| A. Jóhannsdóttir  | 24       | 5       | 4           | 0          | 3            | 1            | 0            | 0            | 27       | 6      | 4           | 0          |
| Z. Kaján          | 18       | 7       | 0           | 0          | 4            | 1            | 0            | 0            | 22       | 8      | 0           | 0          |
| M. Longo          | 22       | 4       | 0           | 0          | 4            | 2            | 1            | 0            | 26       | 6      | 1           | 0          |
| J. Menta          | 2        | 0       | 0           | 0          | 1            | 0            | 0            | 0            | 3        | 0      | 0           | 0          |
| M. Mijatović      | 23       | 5       | 3           | 1          | 2            | 1            | 0            | 0            | 25       | 6      | 3           | 1          |
| M. Monnecchi      | 19       | 0       | 1           | 0          | 4            | 1            | 0            | 0            | 23       | 1      | 1           | 0          |
| A. Parisi         | 19       | 2       | 5           | 0          | 2            | 0            | 0            | 0            | 21       | 2      | 5           | 0          |
| F. Russo          | 0        | 0       | 0           | 0          | 1            | -1           | 0            | 0            | 1        | -1     | 0           | 0          |
| D. Sabatino       | 8        | 1       | 1           | 0          | 1            | 0            | 0            | 0            | 9        | 1      | 1           | 0          |
| K. Schroffenegger | 15       | -27     | 0           | 0          | 1            | -1           | 0            | 0            | 16       | -28    | 0           | 0          |
| M. Sechi          | -        | -       | -           | -          | -            | -            | -            | -            | -        | -      | -           | -          |
| E. Severini       | 17       | 1       | 4           | 0          | 3            | 1            | 2            | 0            | 20       | 2      | 6           | 0          |
| A. Tortelli       | 26       | 0       | 2           | 0          | 3            | 0            | 0            | 0            | 29       | 0      | 2           | 0          |
| L. Tucceri Cimini | 7        | 0       | 0           | 0          | 2            | 0            | 0            | 0            | 9        | 0      | 0           | 0          |
| F. Vitale         | 0        | 0       | 0           | 0          | 0            | 0            | 0            | 0            | 0        | 0      | 0           | 0          |
| A. Zamanian       | 10       | 2       | 3           | 1          | 1            | 0            | 0            | 0            | 11       | 2      | 3           | 1          |
| M. Zanoli         | 0        | 0       | 0           | 0          | 2            | 0            | 0            | 0            | 2        | 0      | 0           | 0          |